# Goyōkin
Goyōkin (御用金) és una pel·lícula japonesa jidaigeki del 1969 dirigida per Hideo Gosha. Està ambientada en el final del període Tokugawa, i segueix la història d'un rōnin apartat de la societat que intenta redimir-se de transgressions passades.

## Argument
Magobei Wakizaka és un samurai del clan Sabai. Una illa propera, Sado, compta amb una rica mina d'or que proporciona riqueses abundants per al clan Tokugawa. Quan un dels vaixells d'or s'enfonsa, els pescadors locals recuperen part de l'or amb la intenció de retornar-lo al clan Tokugawa. Tot i això, el mestre del clan de Magobei, Rokugo Tatewaki, agafa l'or i mata als pescadors perquè no puguin informar de l'or robat. Promet no tornar-ho a fer mai més.
Tanmateix, tres anys després, els assassins enviats pel retenidor de Rokugo, Kunai, venen a buscar Magobei, que viu a Edo. S'adona que Rokugo té la intenció de robar més or i matar més innocents, de manera que Magobei torna a Sabai per enfrontar-se al seu l'ex-amo. Rokugo contracta un altre ronin, Samon Fujimaki, per matar a Magobei, però Magobei finalment el guanya. A més, durant el camí, Magobei es troba amb una jove, Oriha, que va sobreviure a la matança original. Ella i el seu germà Rokuzo se li uneixen en el camí a Sabai.
Després d'haver recuperat l'or, Rokugo té la intenció de matar els camperols que l'ajuden en aquest esforç. Els esforços combinats de Magobei, Samon, Oriha i Rokuzo provoquen que s'encengui la foguera correcta, s'extingeixi la foguera falsa i que els pagesos innocents salvin la vida. Així la nau portadora d'or evita les roques. En un enfrontament final, enmig de la neu que cau, Magobei assassina Rokugo, però és ferit per un dels ganivets llançadors de Rokugo.

## Repartiment
- Tatsuya Nakadai - Magobei Wakizaka
- Kinnosuke Nakamura - Samon Fujimaki
- Tetsurō Tamba - Rokugo Tatewaki, amic de la infància de Magobei, cunyat i mestre del clan
- Yoko Tsukasa - Shino, germana de Rokugo i esposa de Magobei
- Ruriko Asaoka - Oriha
- Isao Natsuyagi - Kunai
- Ben Hiura - Rokuzo
- Kunie Tanaka - Hirosuke

## Producció
Goyokin va ser la primera producció japonesa en Panavision. Inicialment Toshiro Mifune havia de fer el paper de Kinnosuke Nakamura, però va ser reemplaçat després d'algunes setmanes de rodatge.
Goyokin es va estrenar en estrena limitada al Japó l'1 de maig de 1969 i fou distribuïda per Toho. La pel·lícula va rebre un llançament general al Japó el 17 de maig de 1969.
La pel·lícula es va estrenar als Estats Units per Toho International amb subtítols en anglès el setembre de 1969. Es va reeditar als Estats Units amb un doblatge en anglès i una durada 85 minuts amb el títol The Steel Edge of Revenge el setembre 1974.

## Recepció
Goyokin va guanyar els premis a la millor cinematografia i a la millor direcció artística (Motoji Kojima) als Premis de Cinema de Mainichi. També fou exhibida com a part de la selecció oficial al Festival Internacional de Cinema de Sant Sebastià 1970.